# Barbarossaquelle
Koordinaten: 50° 7′ 12,7″ N, 9° 3′ 10,6″ O
Die Barbarossaquelle ist eine kleine Quelle bei Rodenbach im Vorspessart im Main-Kinzig-Kreis in Hessen.

## Geographie
Die Quelle befindet sich in der südöstlichen Bulau, einem größeren zusammenhängenden Waldgebiet östlich von Hanau. Die Barbarossaquelle liegt in einem kleinen Talkessel am Rande eines Waldsees, in der Nähe der Landesgrenze zwischen dem hessischen Oberrodenbach und dem bayerischen Alzenau, auf einer Höhe von 167 m ü. NN. Der Name Barbarossaquelle bezieht sich nicht, wie von vielen geglaubt, auf den See, sondern auf die kleine Quelle daneben.

### Quelle

Gegend um die Barbarossaquelle
(etwa Bildmitte)

Die ständig schüttende Quelle liegt südlich des Waldsees, etwa fünf Meter vom Ufer entfernt. Sie wurde 1970 mit einem Abflussrohr versehen und in eine Granitgneismauer gefasst. Das Wasser entspringt den Ton- und Sandsteinen des Rotliegenden Perm. Die Quelle hat ihren Namen von Friedrich I., Barbarossa genannt, der auf seinen Jagdzügen, die er von der Barbarossastadt Gelnhausen aus in die Bulau unternahm, an der Quelle des Öfteren rastete. Die Quellwassertemperatur beträgt im Schnitt 11,7 °C und ist seit den 1960er Jahren um 1,9 °C gestiegen.

### Waldsee

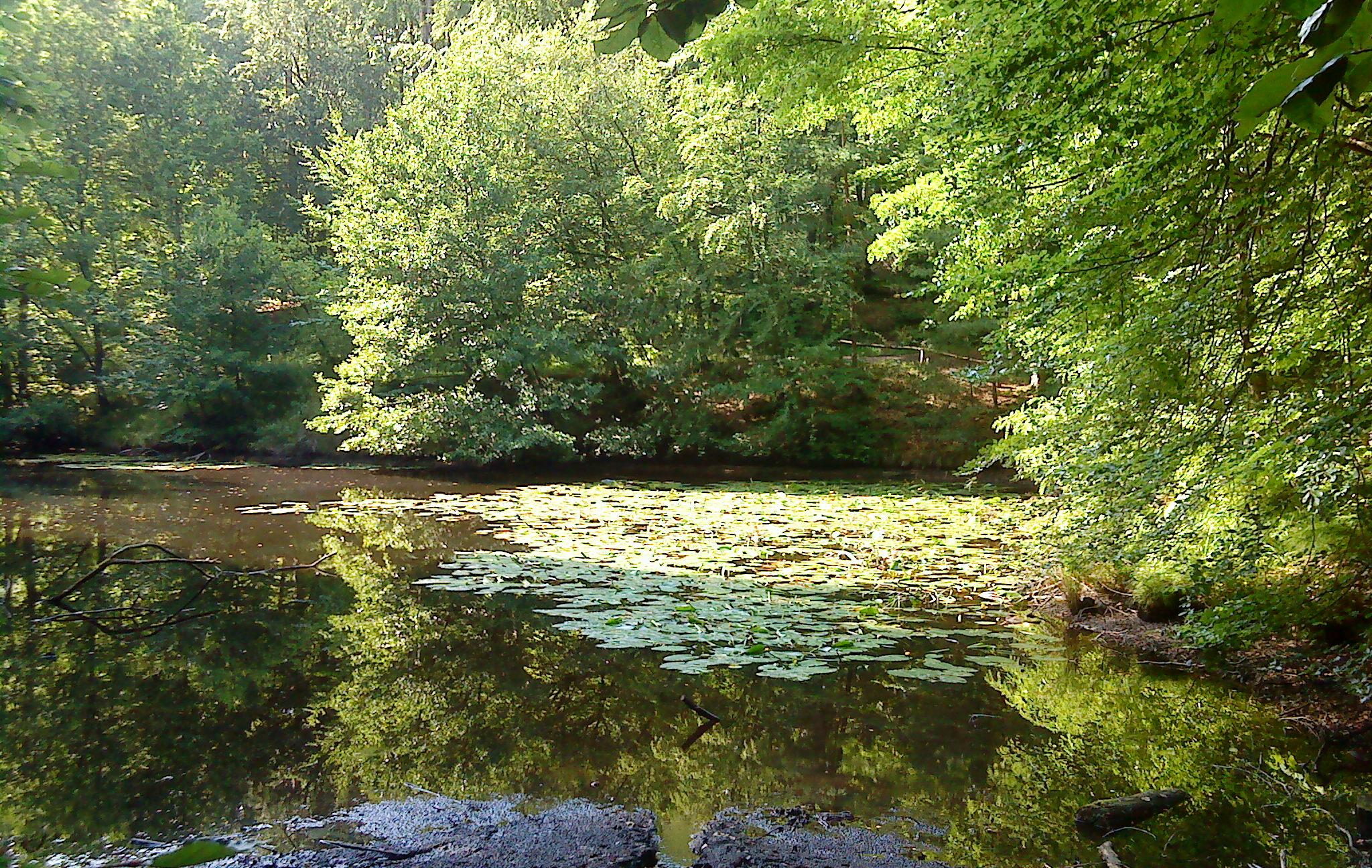
Der Waldsee an der Barbarossaquelle im Sommer 2009

Der etwa 0,5 Hektar große See wird heute durch einen 1950 errichteten Damm aufgestaut. Dieser wurde gebaut, um das Gewässer für den Angelsport zu eignen. Durch Entstehung eines Biotopes wurde diese Nutzung aber nicht realisiert. Im Jahr 1970 wurde der See gereinigt und ausgebaggert. Dabei wurde seine ursprüngliche Tiefe von 5 Metern wieder hergestellt. 2012 wurde infolge der Versandung eine Tiefe von höchstens 1,5 m angenommen. Um den See führt ein kleiner Trampelpfad als Rundweg. Am Ufer befindet sich ein Grillplatz.
Der Waldsee hat zwei natürliche Zuläufe von Osten, die an den Westhängen des Altenmarkskopfs (269 m) entspringen. Diese tragen keine offiziellen Namen, wurden aber im Volksmund nach den Erbauern der kleinen Holzbrücken am See, Peter und Paul benannt. Der nordöstliche, wasserreichere Zulauf ist etwa 1,2 km lang und verläuft entlang der asphaltierten Zufahrtsstraße zum Waldsee. Der südöstliche hat eine Länge von ungefähr 400 m. Aus diesen beiden Bächen und dem Wasser der Barbarossaquelle bildet sich der abfließende Bach. Er entrinnt dem See in westlicher Richtung und verläuft über eine Lichtung, die Amtswiese. Der Bach wird auf dem sandigen Boden der Bulau immer kleiner, bis er schließlich nach einer Fließstrecke von etwa 1,5 km, schon auf der Gemarkung von Hanau-Wolfgang, im Seitengraben der Birkenhainer Straße, unmittelbar an der bayerischen Grenze, vollständig versickert.
Ein ähnlicher Bachlauf in der Bulau ist der Einfallsgraben, der das Klappermühlchen speist. Auch er versickert, wie der Bach der Barbarossaquelle, nach nur wenigen Kilometern im Alzenauer Stadtwald. Der sandige Bulauboden macht auch dem Bach an der Alzenauer Antoniusgrotte nördlich der Staatsstraße 2305 zu schaffen. Auch er wird sein Ziel nie oberirdisch erreichen.

## Bildergalerie

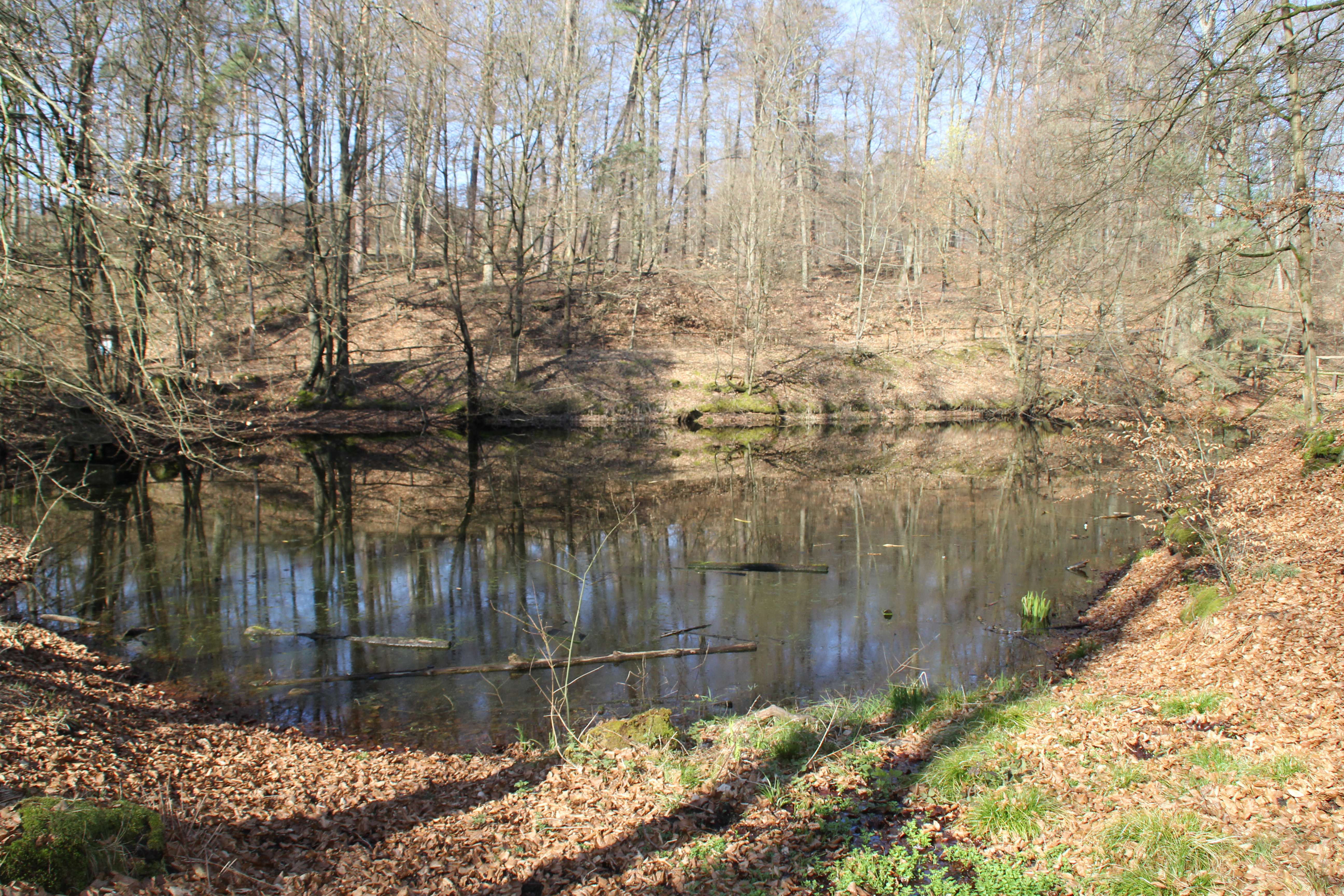
Der Waldsee im Frühling 2016
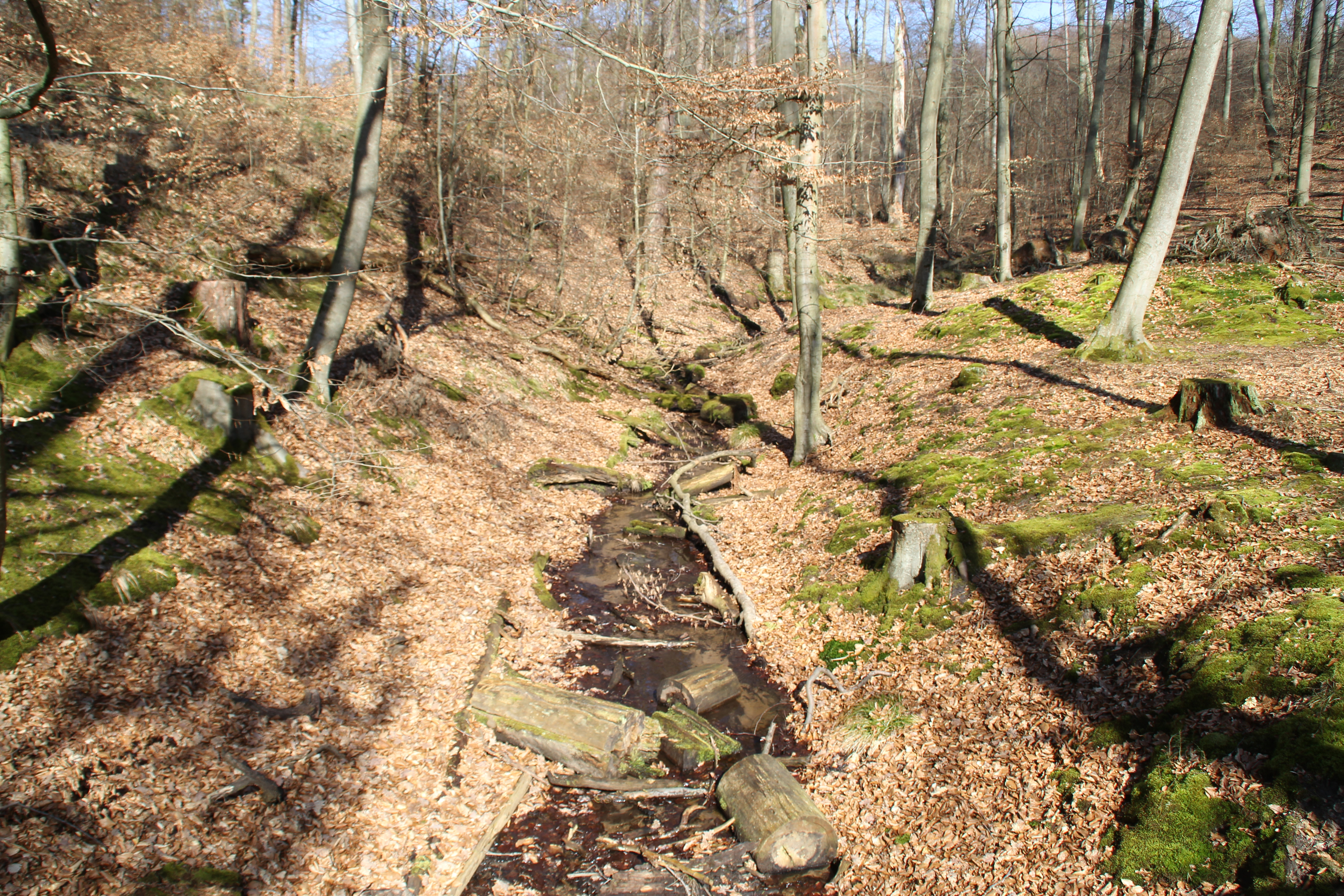
Nordöstlicher Zulauf des Sees
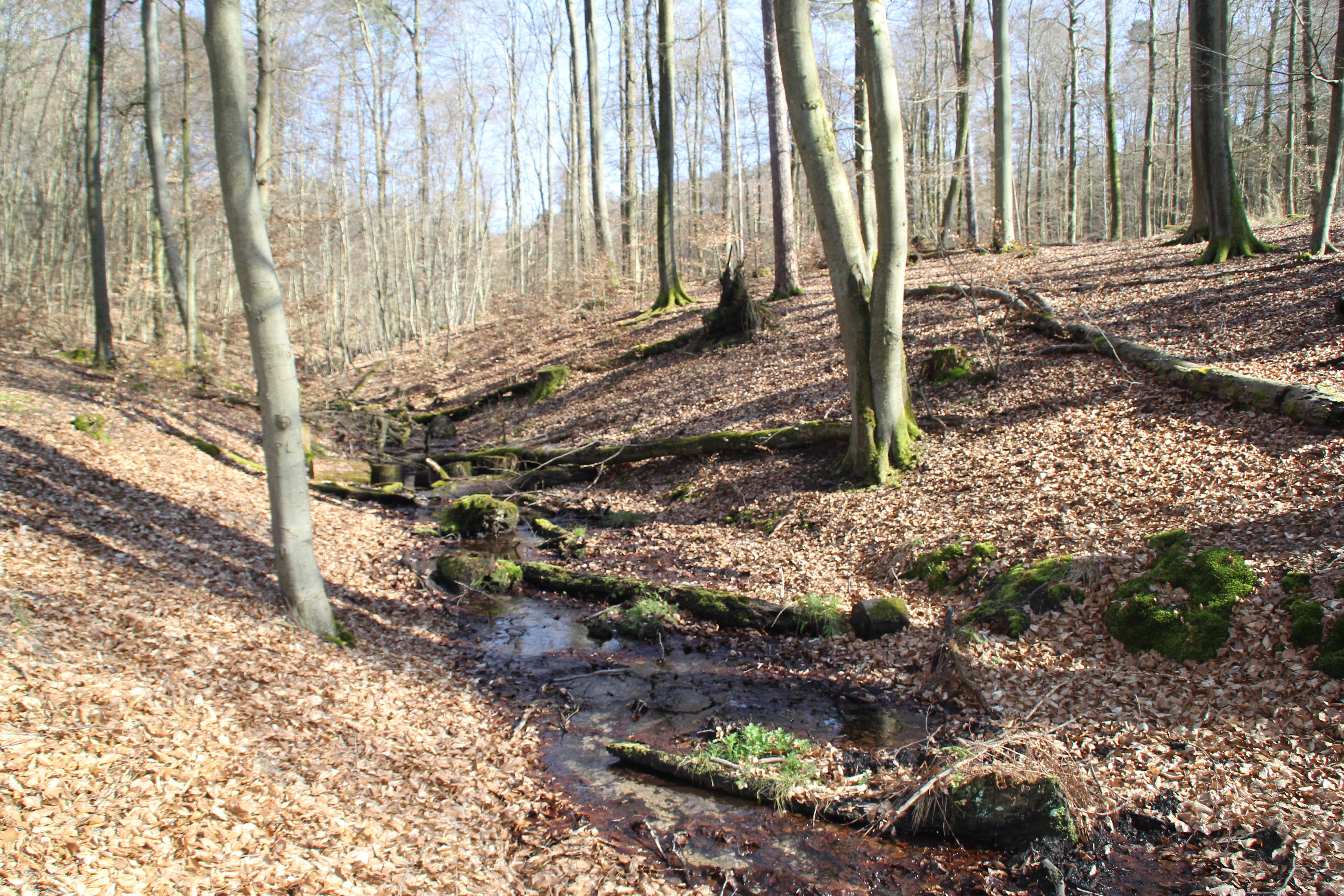
Südöstlicher Zulauf des Sees
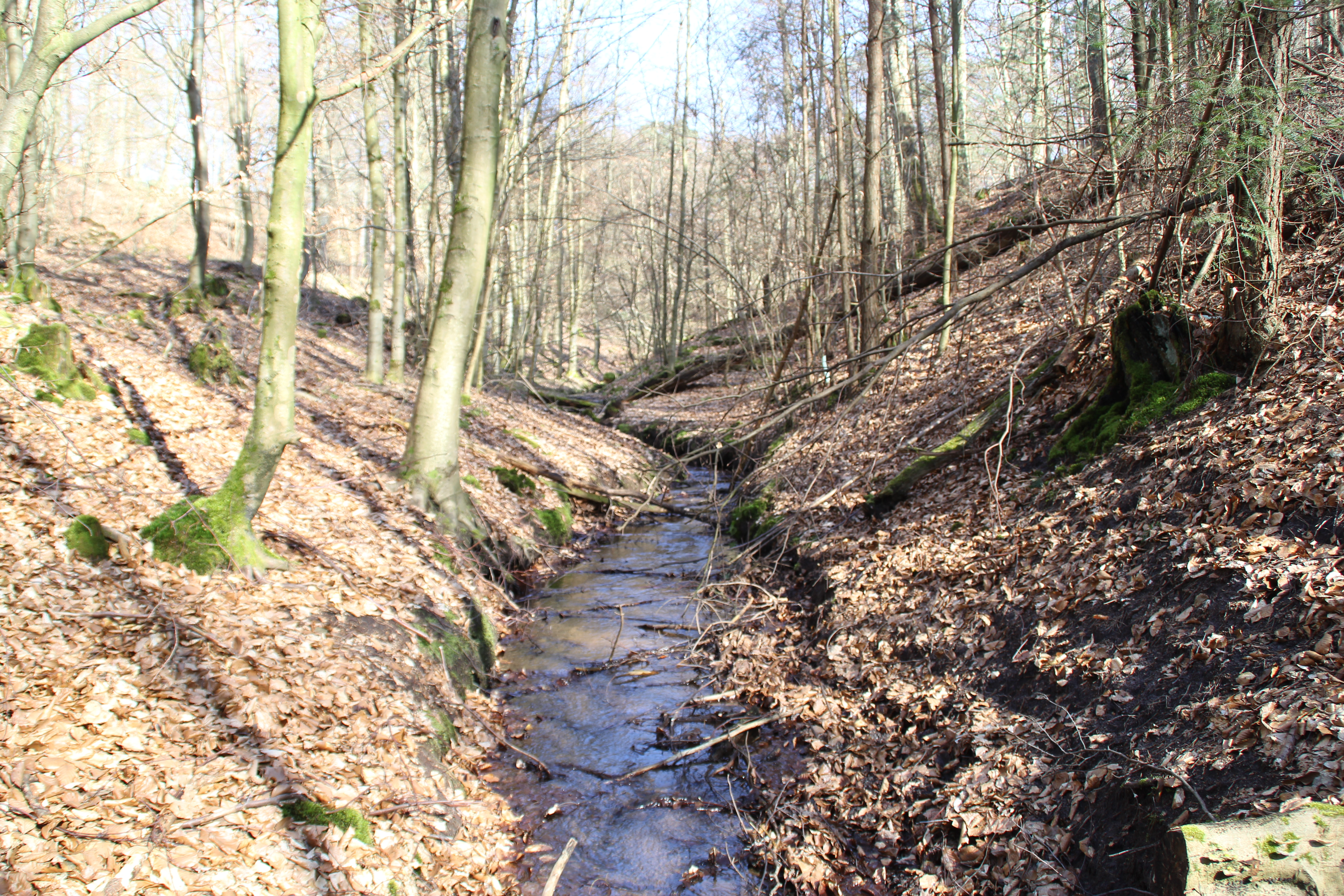
Ablauf des Sees